# رضا آذریان
رضا آذریان سرتیپ ارتش جمهوری اسلامی ایران است، که از اسفند ۱۳۹۵ تا مرداد ۱۴۰۳ فرماندهی قرارگاه منطقه‌ای شمال‌شرق نزاجا را برعهده داشت.
وی فعالیت نظامی را در خلال جنگ ایران و عراق از نیروی زمینی ارتش آغاز کرد. آذریان از ۱۳۸۵ تا ۱۳۸۷ فرمانده تیپ ۷۱ پیاده مکانیزه سرپل‌ذهاب بود، از ۱۳۸۷ تا ۱۳۹۰ به‌عنوان جانشین فرمانده لشکر ۵۸ تکاور فعالیت می‌کرد و از ۱۳۹۰ تا ۱۳۹۲ فرماندهی مرکز آموزشی ۰۴ بیرجند را برعهده داشت و با حفظ سمت، فرمانده ارشد ارتش در خراسان جنوبی بود.
وی در فاصله سال‌های ۱۳۹۲ تا ۱۳۹۵ فرماندهی لشکر ۷۷ پیاده خراسان را برعهده داشت. او در سال ۱۳۹۹ درجه سرتیپی دریافت کرد.